# Haraszti János (labdarúgó)
Haraszti János (Esztergom, 1953. június 4. – Esztergom, 2017. április 6.) magyar labdarúgó, középpályás, edző.

## Pályafutása

### Játékosként
Saját nevelésű játékosként az 1969–1970-es évadban, Varga János edzősködésekor került a felnőtt csapatba. Legelső bajnoki mérkőzésére a 2-0-s dorogi győzelmet hozó Szombathelyi Sabaria elleni hazai találkozón került sor. Ezen a találkozón egyben gólszerző is volt. Az 1971-ben NB II-es bajnoki címet nyert keret tagja volt, ám sorkatonai kötelmek miatt az NB I/B-ben már nem szerepelhetett, miután a Tatai Honvédhoz vonult. Ott is töltötte le katonaidejét, s leszerelésekor visszatért Dorogra. Egy évvel később Ajkára igazolt, ahol hét évet játszott, majd 1981-ben ismét a dorogiakat erősítette. Aktív játékos pályafutását 1982-ben fejezte be, mégpedig a másodosztályban bronzérmet nyert dorogi csapat tagjaként.

### Edzőként
Hét éven keresztül a Sárisápi Bányászt vezette, majd 1991–1996 között Dorogon edzősködött az utánpótláscsapatoknál, míg másfél évad erejéig a felnőtt csapat vezet edzője is volt. Előbb az 1993–1994-es évad tavaszi szezonjában az NB II-ben, majd egy teljes évadban a harmadosztályban vezette a dorogiakat. Néhány éves kitérőt tett a környékbeli csapatoknál is, míg végül 2003-tól a 2017-ben bekövetkezett haláláig Dorogon tevékenykedett. Közte az NB II-es dorogi női labdarúgócsapat vezetőedzője is volt.

## Sikerei, díjai
- Másodosztályú bajnoki bronzérem a Dorogi AC csapatával – 1981–82.

## Emlékezete
Élete meghatározó részét a dorogi klub tagjaként töltötte. A Dorogi FC megbecsült, köztiszteletben álló személye volt, akit az egyesület saját halottjaként búcsúztatott. 2017. április 22-én a dorogi temetőben helyezték örök nyugalomra. A Szeged 2011 elleni hazai bajnoki mérkőzésen egyperces néma felállással adóztak emlékének.